# Wakachichibu Komei
Wakachichibu Komei (若秩父 高明 en japonés, nacido el 16 de marzo de 1939 como Kato Komei (加藤 高明 en japonés), y fallecido 17 de septiembre de 2014) fue un luchador de sumo de Chichibu, Saitama, Japón. Hizo su debut profesional en mayo de 1954 y llegó a Makuuchi en septiembre de 1958. Su rango más alto fue sekiwake. Tras su retiro de la competición activa se convirtió en un toshiyori en la Asociación de Sumo del Japón, inicalemente, bajo el nombre de Sekinoto Komei (関ノ戸 高明 en japonés), y luego bajo el nombre de Tokiwayama Komei (常盤山 高明 en japonés). Llegó a la edad de jubilación obligatoria de la Asociación de Sumo del Japón en marzo de 2004.
Durante su permanencia en el sumo, cambió el apellido de su shikona en cinco oportunidades. En su debut, su shikona era Wakachichibu Komei (若秩父 高明 en japonés), más tarde lo cambió a Wakachichibu Kiyokuni (若秩父 清邦 en japonés), después lo cambió a Wakachichibu Komei (若秩父 高明 en japonés), luego lo cambiaría a Wakachichibu Hiroyuki (若秩父 浩之en japonés), y finalmente a Wakachichibu Komei (若秩父 高明 en japonés).

## Carrera en el sumo
Comenzó su debut en el sumo en 1954, cuando todavía las reglas exigían que se disputasen cuatro bashos por año (1953 - 1956).
Al año siguiente las reglas cambiaron y se disputaron y se disputaban cinco bashos por año (1957).
Y al año siguiente (1958), se comenzaron a dsiputar seis bashos por año (sistema que se sigue utilizando hasta la actualidad), y se mantuvo en ese sistema de disputar seis torneos por año, hasta la fecha de su retirada (1968).
Durante su estancia en el sumo ganó un yūshō de jonidan, un yūshō de makushita y dos yūshō de jūryō.
Durante su estancia en makuuchi ganó  dos jun-yūshōs (subcampeón), dos kanto-shōs, y tres kinboshis al vencer en dos oportunidades al yokozuna Tochinoumi y en una ocasión al yokozuna Chiyonoyama.

## Historial
1954 - 1956
| Año (Honbasho) | Hatsu Basho (enero) (ciudad de Tokio) | Haru Basho (marzo) (ciudad de Osaka) | Natsu Basho (mayo) (ciudad de Tokio) | Aki Basho (septiembre) (ciudad de Tokio) | Victorias / Derrotas |
| 1954           | ─                                     | ─                                    | Maezumo Hatsu Dohyō 2 - 4            | Jonokuchi 1 Este 5 - 3                   | 7 - 7                |
| 1955           | Jonidan 48 Este 4 - 4                 | Jonidan 31 Oeste 4 - 4               | Jonidan 24 Oeste 5 - 3               | Jonidan 3 Este 8 - 0                     | 21 - 11              |
| 1956           | Sandanme 59 Este 8 - 0                | Sandanme 8 Oeste 5 - 3               | Makushita 68 Este 5 - 3              | Makushita 62 Este 6 - 2                  | 24 - 8               |

1957
| Año (Honbasho) | Hatsu Basho (enero) (ciudad de Tokio) | Haru Basho (marzo) (ciudad de Osaka) | Natsu Basho (mayo) (ciudad de Tokio) | Aki Basho (septiembre) (ciudad de Tokio) | Kyushu Basho (noviembre) (ciudad de Fukuoka) | Victorias / Derrotas |
| 1957           | Makushita 46 Este 6 - 2               | Makushita 30 Este 5 - 3              | Makushita 24 Oeste 6 - 2             | Makushita 13 Este 7 - 1                  | Makushita 1 Este 5 - 3                       | 29 - 11              |

1958 - 1968
| Año (Honbasho) | Hatsu Basho (enero) (ciudad de Tokio) | Haru Basho (marzo) (ciudad de Osaka) | Natsu Basho (mayo) (ciudad de Tokio) | Nagoya Basho (julio) (ciudad de Nagoya) | Aki Basho (septiembre) (ciudad de Tokio) | Kyushu Basho (noviembre) (ciudad de Fukuoka) | Victorias / Derrotas / Ausencias |
| 1958           | Jūryō 24 Este 11 - 4                  | Jūryō 14 Este 11 - 4                 | Jūryō 6 Oeste 11 - 4                 | Jūryō 1 Este 11 - 4                     | Maegashira 18 Este 12 - 3                | Maegashira 4 Oeste 7 - 8                     | 63 - 27                          |
| 1959           | Maegashira 4 Oeste 10 - 5             | Komusubi 1 Oeste 2 - 13              | Maegashira 11 Oeste 8 - 7            | Maegashira 10 Este 9 - 6                | Maegashira 4 Este 7 - 8                  | Maegashira 4 Oeste 6 - 9                     | 45 - 45                          |
| 1960           | Maegashira 7 Oeste 7 - 8              | Maegashira 9 Este 5 - 10             | Maegashira 14 Oeste 13 - 2           | Maegashira 4 Este 8 - 7                 | Maegashira 1 Oeste 4 - 11                | Maegashira 8 Oeste 6 - 9                     | 43 - 47                          |
| 1961           | Maegashira 12 Oeste 7 - 8             | Maegashira 12 Oeste 4 - 11           | Jūryō 1 Oeste 8 - 7                  | Jūryō 1 Este 13 - 2                     | Maegashira 9 Oeste 7 - 8                 | Maegashira 10 Este 10 - 5                    | 49 - 41                          |
| 1962           | Maegashira 5 Este 11 - 4              | Maegashira 1 Este 11 - 4             | Komusubi 1 Este 5 - 10               | Maegashira 4 Este 9 - 6                 | Komusubi 1 Este 5 - 10                   | Maegashira 3 Oeste 6 - 9                     | 47 - 43                          |
| 1963           | Maegashira 6 Este 8 - 7               | Maegashira 2 Oeste 9 - 6             | Komusubi 1 Este 11 - 4               | Sekiwake 1 Oeste 8 - 7                  | Sekiwake 1 Oeste 5 - 10                  | Maegashira 2 Este 7 - 8                      | 50 - 40                          |
| 1964           | Maegashira 3 Este 7 - 8               | Megashira 3 Este 2 - 13              | Maegashira 12 Este 10 - 5            | Maegashira 5 Este 2 - 13                | Maegashira 13 Oeste 10 - 5               | Maegashira 7 Este 11 - 4                     | 42 - 48                          |
| 1965           | Maegashira 3 Este 5 - 10              | Maegashira 7 Este 10 - 5             | Maegashira 1 Este 6 - 9              | Maegashira 3 Oeste 8 - 7                | Maegashira 2 Oeste 4 - 11                | Maegashira 8 Oeste 6 - 9                     | 39 - 51                          |
| 1966           | Maegashira 13 Oeste 9 - 6             | Maegashira 10 Este 9 - 6             | Maegashira 6 Este 6 - 9              | Maegashira 8 Oeste 8 - 7                | Maegashira 5 Oeste 5 - 10                | Maegashira 8 Oeste 5 - 10                    | 42 - 48                          |
| 1967           | Jūryō 1 Este 10 - 5                   | Maegashira 13 Este 8 - 7             | Maegashira 12 Oeste 5 - 10           | Jūryō 4 Este 9 - 6                      | Jūryō 1 Oeste 8 - 7                      | Maegashira 11 Oeste 4 - 11                   | 44 - 46                          |
| 1968           | Jūryō 3 Oeste 5 - 10                  | Jūryō 9 Este 8 - 7                   | Jūryō 7 Este 7 - 8                   | Jūryō 8 Oeste 8 - 7                     | Jūryō 5 Este 3 - 12                      | Jūryō 12 Oeste 1 - 9 - 5                     | 32 - 53 - 5                      |